# 드래곤 에이지
《드래곤 에이지》는 바이오웨어가 제작하는 롤플레잉 비디오 게임에 기반한 미디어 프랜차이즈이다.
2009년에 출시한 첫 번째 게임 《드래곤 에이지: 오리진스》으로 시작해 2011년 《드래곤 에이지 II》, 2014년 《드래곤 에이지: 인퀴지션》이 발매됐다.

## 반응

### 평론
| 게임                    | 메타크리틱                 |
| ----------------------- | -------------------------- |
| 드래곤 에이지: 오리진스 | (PC) 91 (PS3) 87 (X360) 86 |
| 드래곤 에이지 II        | (PC) 82 (PS3) 82 (X360) 79 |
| 드래곤 에이지: 인퀴지션 | (PC) 85 (PS4) 89 (XONE) 85 |

《드래곤 에이지》 본편 게임들은 대체적으로 긍정적인 평가를 받았다.

## 참조

### 내용주
1. ↑  영어: Dragon Age